# Catharsius harpagus
Catharsius harpagus là một loài bọ cánh cứng trong họ Bọ hung (Scarabaeidae).